# Иванова вода (пещера)
Иванова вода е пещера в Родопите. Намира се в землището на село Добростан, община Асеновград.

## Обща информация
Пещерата е дълга 695 m и дълбока – 113 m. Екстремна и опасна водна пещера, в която може да се влиза единствено с подходящо оборудване от опитни специалисти. Пещерата започва с низходяща галерия до 40 m. Започва хоризонтална галерия, достигаща до 5 – 6 m вертикално, която води до подземно езеро. При високи нива на водата е хубаво да се носи лодка. Много рядко в нея няма вода. Пещерата е богата на пещерни образувания.
Проучена е през 1962 Г. по време на втората международна експедиция от Х. Делчев, С. Андреев и Петър Берон. Тогава събират пещерни животни. Животни са събрани също от британски пещерняци през 1967 г. (M. Hazelton – 1970).

## Легенда
Според легенда, името на пещерата произлиза от местна жена на име Ивана, която през османското владичество превела голяма армия през пещерата, казвайки им, че това е пряк път, подходящ за засада. Там войниците загинали, а заедно с тях и смелата Ивана. В чест на подвига на момата, пещерата носи нейното име.

## Фауна
Пещерата е важно зимно убежище за някои застрашени видове прилепи, като броят на отделните индивиди стига до 15 000.
- Остроух нощник (Myotis blythii)
- Голям нощник (Myotis myotis)
- Дългопръст нощник (Myotis capaccinii)